# Campsicnemus ornatus
Campsicnemus ornatus är en tvåvingeart som beskrevs av Van Duzee 1933. Campsicnemus ornatus ingår i släktet Campsicnemus och familjen styltflugor. Inga underarter finns listade i Catalogue of Life.